# Maureen Hudson Nampinjimpa
Maureen Hudson Nampinjimpa est une artiste-peintre australienne née en 1959 en Australie.

## Biographie
Maureen est représentative d'une nouvelle génération d'artistes aborigènes qui, tout en restant portés par les mythes du Temps du rêve dont ils sont dépositaires, s'affranchissent des motifs claniques et des couleurs de terre purement traditionnels.  Maureen crée un univers pictural qui lui est propre, jouant volontiers avec le noir et blanc et les motifs géométriques qu'elle nomme des "crakles". Elle peint les Rêves "Warlukulongu"(le pays de son père), "emeu", "feu" et "cérémonies de femmes". 
De groupe/langage Warlpiri(voir Langues aborigènes d'Australie, elle est née en 1959 à Mt Barkley, territoire du Nord, une région aujourd'hui appelée Yuelamu qui est devenue territoire aborigène. 
Maureen a commencé à peindre en 1988 d'abord pour les artistes de Yuelamu. Puis elle a vendu ses toiles par le Centre des Artistes Aborigènes et à diverses galeries d'Alice Springs. En 1990 elle a participé au Vanuatu à une manifestation internationale (Art Dock Show). Elle est exposée dans toute l'Australie et à l'étranger. 
Mère de quatre enfants, elle encourage ses deux filles Jillian et Gwenda à marcher sur ses traces.

## Collections
- Artbank[Quoi ?]

## Expositions
- 1990 Art Dock Show Vanuatu
- 1991,1994 Tribal Art Gallery Melbourne
- 1992 Araluen Arts Centre Alice Springs
- 1993 The Museum of Modern Art Brisbane
- 1995 Uluru Gallery Yulara (Ayers Rock)
- 1997 Tandanya Adelaide
- 1997 Jeffrey Moose Gallery Seattle USA
- 1997 "Gallery 47" London
- 1998 Boulder Colorado USA
- 1998,1998,2000,2001,2002 Artiste en résidence à Yulara (Mulgara Gallery)
- 2000 Aboriginal Art Galleries of Australia Melbourne
- 2005 " Maureen Nampijinpa" Tineriba Gallery Hahndorf South Australia
- 2005 "Works by Maureen Nampijinpa Hudson" Japingka Gallery Fremantle
- 2005 Across Skin-Women Artists of the Western Desert Japingka Gallery Fremantle.